# Milrinone
La milrinone est un médicament en perfusion intraveineuse, inhibiteur de la phosphodiestérase 3 et utilisé comme inotrope positif (augmentation de la contraction cardiaque) dans les cas d'insuffisance cardiaque grave et décompensée.
Il est utilisé à partir des années 1990.

## Propriétés
Il s'agit d'un médicament inotrope positif, moins tachycardisant que la dobutamine, avec un effet vasodilatateur et jouant également de façon positive sur la fonction diastolique du cœur.
Il n'influence pas le pronostic de l'insuffisance cardiaque.
Une forme orale a été testée mais son emploi entraîne une augmentation de la mortalité des insuffisants cardiaques.
La milrinone inhalée  est utilisée pour traiter l’hypertension artérielle pulmonaire, pour faciliter le sevrage de la circulation extracorporelle et prévenir la dysfonction ventriculaire droite.

## Pharmacocinétique
Sa demi vie est longue (plus de 50 minutes) et son élimination est rénale.

## Effets secondaires
Du fait de son effet vasodilatateur, il peut provoquer, dans certains cas, une hypotension.